# Anchise Brizzi
Anchise Brizzi (* 5. Oktober 1887 in Poppi; † 29. Februar 1964 in Rom) war ein italienischer Kameramann.

## Leben
Brizzi war ab Mitte der 1920er Jahre als Chefkameramann tätig und bis zum Ende seiner Karriere an mehr als 100 Produktionen beteiligt. Er fotografierte häufig Historienfilme, aber auch bekannte Komödien wie Don Camillos Rückkehr.
Nach Anfängen beim mythologischen Film (er fotografierte zwei Maciste-Filme) sorgte Brizzis Arbeit für Alessandro Blasettis 1860 erstmals für bemerkenswerte Resonanz. In den 1930er Jahren gehörten Filme von Carmine Gallone (Karthagos Fall), Mario Camerini (Il signor Max, I grandi magazzini) und Mario Soldati (Dora Nelson) zu aus der Menge herausragenden Filmen. Ende der 1940er Jahre drehte er mehrmals mit dem russisch-amerikanischen Regisseur Gregory Ratoff. Ein anderer Regisseur, mit dem er mehrfach zusammenarbeitete, war Carmine Gallone. Nach seinem wohl größten Erfolg, Schuhputzer mit „körniger, an Wochenschauen erinnernde Fotografie“, gehörte Brizzi zum Kamerateam des Films Othello von Orson Welles, dessen Produktion von 1949 bis 1952 andauerte. Gegen Ende seiner Karriere arbeitet er an Komödien wie den Don Camillo-Filmen oder mit Totò und ganz am Schluss wieder für bunte Abenteuerfilme im mythologischen Umfeld.

## Filmografie (Auswahl)
- 1937: Karthagos Fall (Scipione l'Africano)
- 1939: Premiere der Butterfly (Il sogno di Butterfly)
- 1939: Alarm im Warenhaus (I grandi magazzini)
- 1941: Die Verlobte  (I promessi sposi)
- 1946: Schuhputzer (Sciuscià)
- 1946: Verschwörung gegen Tod und Hölle (Amanti in fuga)
- 1949: Frauen im gefährlichen Alter (That Dangerous Age)
- 1949: Graf Cagliostro (Black Magic)
- 1949: Piraten von Capri (I pirati di Capri)
- 1950: Der Dieb von Venedig (Il ladro di Venezia)
- 1950: Schatten über Neapel (Camorra)
- 1951: Erotik (Ultimo incontro)
- 1951: Messalina
- 1952: Guten Tag, Herr Elefant (Buongiorno, elefante!)
- 1952: Orson Welles’ Othello (The Tragedy of Othello: The Moor of Venice)
- 1952: Die Frau, die die Liebe erfand (La donna che inventò l'amore)
- 1953: Don Camillos Rückkehr (Le retour de Don Camillo)
- 1953: Für dich hab' ich gesündigt (Per salvarti ho peccato)
- 1954: Die Bettlerin von Notre Dame (Le due orfanelle)
- 1955: Die große Schlacht des Don Camillo (Don Camillo e l'onorevole Peppone)
- 1957: Himmel in Flammen (Il cielo brucia)
- 1958: Totò und Peppino (Totò, Peppino e le fanatiche)
- 1960: Der Fluch des Pharao (Il sepolcro dei re)
- 1961: Die Horden des Khan (Ursus e la ragazza tartara)